# Victoria Hamilton
Victoria Sharp (5 april 1971) is een Brits actrice die acteert onder het pseudoniem Victoria Hamilton.

## Loopbaan
Hamilton is het bekendst door het spelen van 19e-eeuwse personages als Mrs Forster in de met een Emmy bekroonde Britse miniserie Pride and Prejudice uit 1995 en als Maria Bertram in een film uit 1999, Mansfield Park. Zij speelde ook de rol van koningin Victoria in de BBC-tv-productie Victoria & Albert uit 2001. In de serie The Crown (2016 e.v.) speelt zij de rol van koning-moeder Elizabeth, de moeder van koningin Elizabeth II.
Ze is lid geweest van de Peter Hall Company, de Royal Shakespeare Company, de National Theatre en ze verscheen op zowel West End als Broadway. In 1995 verscheen ze in Henrik Ibsens The Master Builder, geregisseerd door Peter Hall en met in de hoofdrollen Alan Bates en Gemma Jones.

## Prijzen en nominaties

### Gewonnen
- 2004 · Evening Standard Award: Beste actrice voor Suddenly Last Summer
- 2004 · What's On Stage Award: Beste actrice voor A Day in the Death of Joe Egg
- 2004 · Barclays Theatre Award: Beste actrice voor As You Like It, gespeeld in de Crucible Theatre en Lyric Hammersmith
- 2004 · Critic's Circle Theatre Award: Beste actrice voor As You Like it
- 1996 · Critic's Circle Theatre Award: Beste nieuwkomer voor The Master Builder en Retreat

### Nominaties
- 2004 · Olivier Award: Beste actrice voor Suddenly Last Summer
- 2003 · Tony Award: Beste hoofdrolspeelster voor A Day in the Dead of Joe Egg
- 1995 · Ian Charleson Award: Peter Hall Company's The Master Builder

## Geselecteerde filmografie
- Wide Sargasso Sea (2006) (tv)
- The Shell Seekers (2006) (tv) - Nancy
- Scoop (2006)
- Jericho (2005) (tv) - aflevering To Murder and Create - Miss Greenaway
- A Very Social Secretary (2005) (tv) - Kimberly Fortier
- To the Ends of the Earthb(2005) (tv) - Miss Granham
- Twisted Tales (televisieserie) - aflevering The Magister (2005) - Jessie Vasquez
- In Search of the Brontës (2003) (tv) - Charlotte Brontë
- Goodbye, Mr. Chips (2002) (tv) - Kathie
- Babyfather (2002) (tv) - Lucy Fry
- Before You Go (2002) - Catherine
- Victoria & Albert (2001) (tv) - Victoria
- The Savages (2001) (tv) - Jessica Savage
- Midsomer Murder (televisieserie) - aflevering Garden of Death (2000) - Hilary Inkpen
- Mansfield Park (1999) - Maria Bertram
- King Lear (1998) (tv) - Cordelia
- The Merchant of Venice (1996) (tv) - Nerissa
- Pride and Prejudice (1995) (tv) - Mrs. Forster
- Persuasion (1995) - Henrietta Musgrove
- Cone Zone (1995) (televisieserie) - Zandra Ward
- The Crown (televisieserie) - Elizabeth Bowes-Lyon

## Achtergrond
Hamilton is geboren in Wimbledon, Londen, Engeland en ze groeide op in Surrey. Ze heeft les gehad bij de London Academy of Music and Dramatic Art (LAMDA).